# آرجی-۵۸
آرجی-۵۸/یو (به انگلیسی: RG-58/U) نوعی کابل کواکسیال است که اغلب برای سیگنال‌های کم توان و اتصالات آراف استفاده می‌شود. این کابل دارای امپدانس مشخصه ۵۰ یا ۵۲ اهم است. «آرجی» در ابتدا یک نشانگر واحد برای کابل RF حجیم در سیستم تعیین نوع الکترونیک مشترک ارتش ایالات متحده بود. چندین نسخه وجود دارد که تفاوت در جنس مَغزی (سیم مفتولی یا بافته) و محافظ (پوشش ۷۰٪ تا ۹۵٪) را پوشش می‌دهد.
قطر خارجی آرجی-۵۸ حدود ۰٫۲ اینچ (۵ میلی‌متر) است. آرجی-۵۸ حدود ۰٫۰۲۵ پوند بر فوت (۳۷ گِرم در متر) وزن دارد، تقریباً ۲۵ pF/ft (82 pF/m) ظرفیت‌خازنی را نشان می‌دهد و حداکثر ۳۰۰ ولت پتانسیل (۱۸۰۰ وات) را تحمل می‌کند. کابل آرجی-۵۸ ساده دارای یک رسانای مرکزی مفتولی است. آرجی-۵۸ای/یو دارای یک رسانای مرکزی ۷ یا ۱۹ رشته‌ای انعطاف‌پذیر است.
اکثر سامانه‌های مخابراتی رادیویی دوطرفه، مانند آنتن‌های دریایی، رادیویی سی‌بی، آماتور، پلیس، آتش‌نشانی، دبلیولَن و غیره، برای کار با کابل ۵۰ اهم طراحی شده‌اند.
کابل آرجی-۵۸ اغلب به عنوان یک حامل عمومی سیگنال‌ها در آزمایشگاه‌ها استفاده می‌شود، همراه با کانکتورهای بی‌ان‌سی که در تجهیزات آزمایش و اندازه‌گیری مانند اسیلوسکوپ‌ها رایج هستند.
آرجی-۵۸ در نسخه‌های آرجی-۵۸ای/یو یا آرجی-۵۸سی/یو زمانی به‌طور گسترده در اترنت نازک (10BASE2) استفاده می‌شد که حداکثر طول قطعه ۱۸۵ متری را برای آن فراهم می‌کرد. با این حال، تقریباً به‌طور کامل با کابل‌های زوج به‌هم‌تابیده مانند کَت ۵، کَت ۶ و کابل‌های مشابه در کاربردهای شبکه داده، جایگزین شده است
کابل آرجی-۵۸ را می‌توان برای فرکانس‌های نسبتاً بالا استفاده کرد. تضعیف سیگنال آن به فرکانس بستگی دارد، به عنوان مثال از ۱۰٫۸ دسی‌بل در هر ۱۰۰ متر (۳٫۳ دسی‌بل در هر ۱۰۰ فوت) در ۵۰ مگاهرتز تا ۷۰٫۵ دسی‌بل در ۱۰۰ متر (۲۱٫۵ دسی‌بل در هر ۱۰۰ فوت) در ۱ گیگاهرتز.

## یادداشت
1. ↑  پیکوفاراد بر متر